# Doug Davidson
Doug Davidson (Glendale (Californië), 24 oktober 1954) in  is een Amerikaanse (soap)acteur.
van 1978 tot 2020 speelde hij de rol van Paul Williams in de soapserie The Young and the Restless. 
Hij was ook een seizoen gastheer van The New Price is Right, de Amerikaanse De Juiste Prijs.